# マルクス・クラウディウス・グリキア
マルクス・クラウディウス・グリキア（ラテン語: Marcus Claudius Glicia、生没年不詳）またはグリティウスは紀元前3世紀中期の共和政ローマの政治家・軍人。紀元前249年に独裁官（ディクタトル）を務めたが、直ちに解任されている。

## 出自
父の名前はガイウスであるが、解放奴隷であった。従ってクラウディウス氏族の一員ではあるものの、パトリキ（貴族）ではなくプレブス（平民）である。

## 経歴
紀元前249年、執政官（コンスル）プブリウス・クラウディウス・プルケルはドレパナ沖の海戦でカルタゴ海軍に大敗した。プルケルは戦死しなかったが、ローマに呼び戻された。ここでプルケルはグリキアを「戦争のための独裁官」（ラテン語: rei gerundae causa）に指名した。しかし解放奴隷の息子が独裁官に指名されたことは前代未聞であり、元老院は直ちに彼を解任した。しかし、グリキアがマギステル・エクィトゥム（騎兵長官）に指名したルキウス・カエキリウス・メテッルスは認められ、後任独裁官のアウルス・アティリウス・カラティヌスもメテッルスを騎兵長官としている。
この解任にもかかわらず、ルディの競技会には独裁官用の紫の縁取りがついたトガを着用しての出席が認められている。
紀元前236年、グリキアは執政官ガイウス・リキニウス・ウァルスのレガトゥス（副官）としてコルシカに派遣されたが、その権限を有していなかったにもかかわらず講和を結んだとして罰せられた。彼はコルシカから呼び戻され、投獄、追放、あるいは処刑されたとされている。但し、資料によってはマルクス・クラウディウス・クリネアスとするものもある。また、Wilhelm Drumannは、このレガトゥスはグリキアではなく「ローマの剣」と呼ばれたマルクス・クラウディウス・マルケッルスの同名の父としている。

## 参考資料
- カピトリヌスのファスティ
- ガイウス・スエトニウス・トランクィッルス『皇帝伝』
- カッシウス・ディオ『ローマ史』
- ウァレリウス・マクシムス『著名言行録』
- ゾナラス『歴史梗概』
- Drumann, Wilhelm. Geschichte Roms in seinem Übergange von der republikanischen zur monarchischen Verfassung oder Pompeius, Caesar, Cicero und ihre Zeitgenossen. Hildesheim, 1964
- Mark Claudius Glytius  (English) . - in Smith 's Dictionary of Greek and Roman Biography and Mythology.